# Kyllinga cardosii
Kyllinga cardosii là loài thực vật có hoa trong họ Cói. Loài này được Meneses mô tả khoa học đầu tiên năm 1956.